# 格拉德茨山
47°2′55″N 12°35′36″E / 47.04861°N 12.59333°E

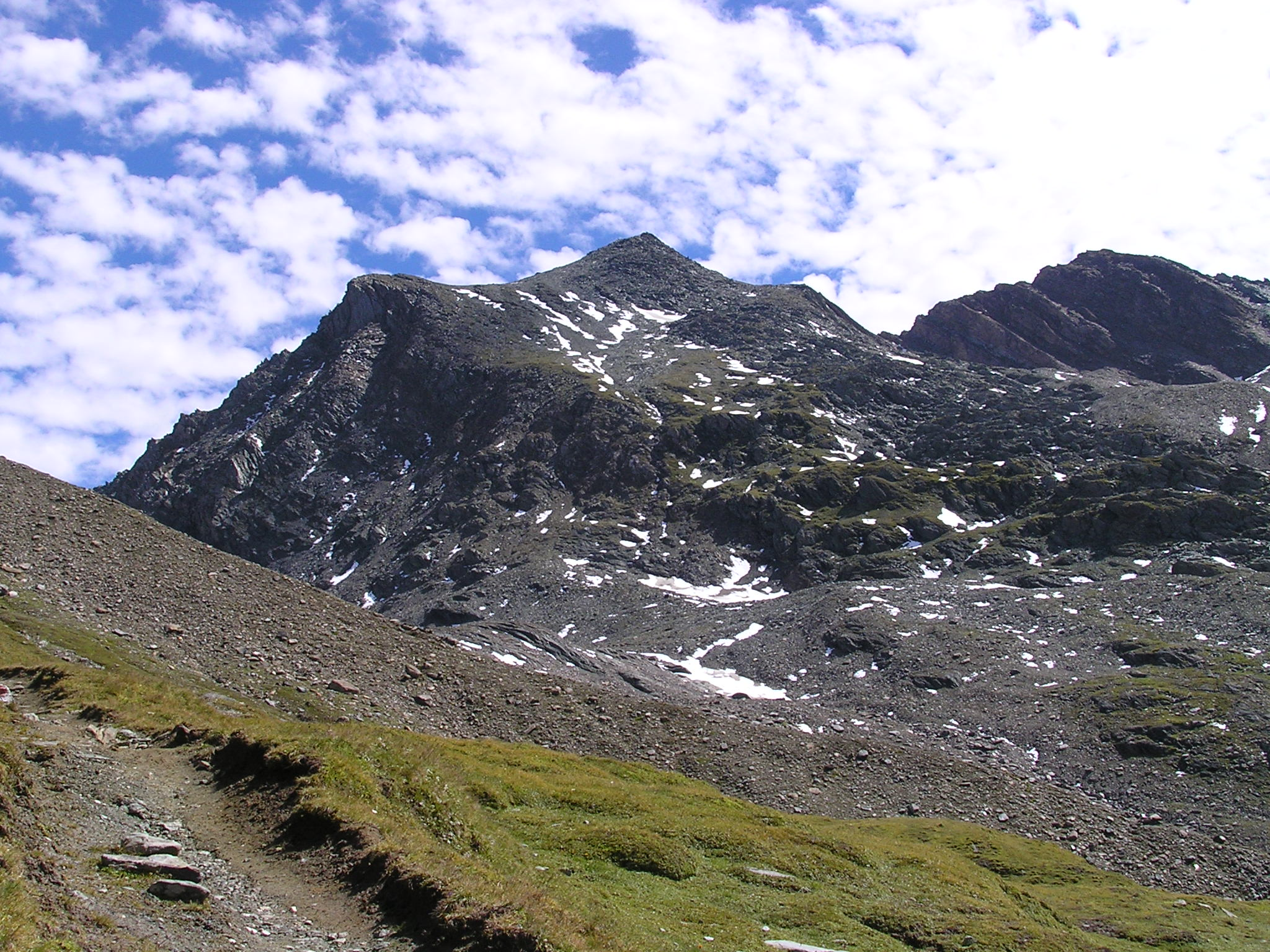

格拉德茨山（德語：Gradötz），是奧地利的山峰，位於該國西部，由蒂羅爾州負責管轄，屬於高地陶恩山脈的一部分，距離大格洛克納山麓卡爾斯6.5公里，海拔高度3,063米，人類在1871年首次登頂。